# 壽都站
壽都站（日语：／ Suttsu eki */?）是位於北海道壽都郡壽都町，壽都鐵道的鐵路車站（廢站）。

## 歷史
- 1920年（大正9年）10月24日 - 車站啟用[1]。
- 1968年（昭和43年）8月14日 - 車站暫停營業[2]。
- 1972年（昭和47年）5月11日 - 隨著壽都鐵道廢線，此站也被廢除。

## 車站構造
路線從東南方（來自黑松內）延伸至西北方。站舍是在東北方（靠海一邊）。站舍鄰接1面1線的單式月台。站內設有引上線。站舍旁的南邊（黑松內方向）設有缺角式貨運月台和兩條貨物線。車站後方設有2條留置線和機走線。在該處南邊設有煤礦和供水站，以及機車車庫。在中央偏南處設有轉車盤，在北邊設有柴油列車車庫。站內設有許多側線。另外，在車站後方北邊設有三菱礦業壽都礦山專用的料斗和引上線。該礦山在1962年（昭和37年）關閉前，這些貨運設備一直在使用。

## 車站周邊
車站遺址變為壽都町公所。
- 北海道道272號壽都停車場線（日语：北海道道272号寿都停車場線）
- 國道229號（日语：国道229号）
- 壽都町綜合文化中心
- 壽都保育園
- 壽都中學

## 相鄰車站
壽都鐵道
樽岸－壽都

## 注腳
1. ↑  《官報》 1920年10月28日　鉄道省彙報「地方鉄道運転開始」 （页面存档备份，存于）（國立國會圖書館數碼化收藏）
2. ↑  寿都鉄道元社員の語る秘話 - 南後志をたずねて（日語）
3. ↑  寿都鉄道 - 函館本線・黒松内 と ニシンの町・寿都をつないだ鉄道 （页面存档备份，存于）（日語）

## 相關項目
- 日本鐵路車站列表 Su